# Vinding Sogn (Silkeborg Kommune)
 For alternative betydninger, se Vinding Sogn. (Se også artikler, som begynder med Vinding Sogn)
Vinding Sogn er et sogn i Silkeborg Provsti (Århus Stift).
I 1800-tallet var Bryrup Sogn og Vrads Sogn annekser til Vinding Sogn. Vrads Sogn hørte til Vrads Herred, de to andre til Tyrsting Herred, begge i Skanderborg Amt. Vinding-Bryrup-Vrads sognekommune blev ved kommunalreformen i 1970 indlemmet i Them Kommune, som ved strukturreformen i 2007 indgik i Silkeborg Kommune.
I Vinding Sogn ligger Vinding Kirke.
I sognet findes følgende autoriserede stednavne:
- Fuglsang (bebyggelse)
- Holtehus (bebyggelse)
- Langballe (bebyggelse, ejerlav)
- Langsø (vandareal)
- Lykkensro (bebyggelse)
- Nederskov (areal)
- Overskov (areal)
- Stat-ene (bebyggelse)
- Vennerslyst (bebyggelse)
- Vinding (bebyggelse, ejerlav)
- Vinding Tved (bebyggelse)